# Freddy Eastwood
Freddy Eastwood (Basildon, 29 oktober 1983) is een profvoetballer die werd geboren in Engeland, maar uitkomt voor het nationale team van Wales omdat zijn grootvader van moeders zijde van Welshe komaf is. Hij speelt sinds 2008 als aanvaller voor Coventry City.

## Interlandcarrière
Freddy Eastwood maakte zijn debuut voor Wales op 22 augustus 2007 in de vriendschappelijke uitwedstrijd tegen Bulgarije, net als Neal Eardley (Oldham Athletic). Hij nam in Boergas op slag van rust het enige doelpunt van de wedstrijd voor zijn rekening.
| Interlanddoelpunten | Interlanddoelpunten | Interlanddoelpunten | Interlanddoelpunten | Interlanddoelpunten | Interlanddoelpunten | Interlanddoelpunten | Interlanddoelpunten |
| #                   | Datum               | Locatie             | Wedstrijd           | Goal(s)             | Score               | Uitslag             | Wedstrijd           |
| ------------------- | ------------------- | ------------------- | ------------------- | ------------------- | ------------------- | ------------------- | ------------------- |
| 1                   | 22/08/2007          | Boergas             | Bulgarije – Wales   | 45'                 | 0 – 1               | 0 – 1               | Oefeninterland      |
| 2                   | 12/09/2007          | Trnava              | Slowakije – Wales   | 22'                 | 1 – 1               | 2 – 5               | EK-kwalificatie     |
| 3                   | 26/03/2008          | Luxemburg           | Luxemburg – Wales   | 37'                 | 0 – 1               | 0 – 2               | Oefeninterland      |
| 4                   | 26/03/2008          | Luxemburg           | Luxemburg – Wales   | 46'                 | 0 – 2               | 0 – 2               | Oefeninterland      |